# 中国人民解放军陆军军犬繁育训练基地
中国人民解放军陆军军犬繁育训练基地，位于北京市，隶属中国人民解放军陆军。

## 简介
抗日战争时期，中国共产党领导的军队首次运用军犬作战。当时八路军组建的军犬特工队突袭侵华日军营地、截获日军物资。1945年5月，八路军利用被俘后投诚的敌方专业技术人员和军犬，开展军犬繁殖和训练，培训出中共军队中第一代军犬工作者和军犬。中华人民共和国成立后，军犬正式装备部队。
1949年，中国人民解放军开始创建军犬繁殖培训机构，最初建在北京。1950年代分为两个军犬队，迁往黑龙江省和云南省昆明市。到1960年代初，各大军区相继建立军犬队，先后繁殖培训了大批军犬，在国防建设中起到了重要作用。
文化大革命期间，在极左思潮影响下，过分强调“人的因素”，撤销了军犬编制，机构大部分解散，军犬濒于断绝。保留下来的黑龙江和昆明两个军犬队有名无实，军犬繁殖发展停滞。
1979年，邓小平访问美国，美方安排了军犬训练表演，邓小平回国后指示有关部门一定要发展中国军犬事业。
1980年代中期，军犬被重新重视，军犬事业开始振兴。1991年大规模恢复军犬编制。到2000年代初，各大军区、海军、空军和总后勤部、总装备部、武警都已建有军犬训练队，全军每年繁殖培训2000余条军犬送往部队，边防连队、特警部队、军用仓库、保卫部门大多使用了军犬，全军重点仓库基本实现以犬助哨。2000年代初期，已有近万条军犬在部队服役。
1985年10月，中国人民解放军北京军区后勤部军犬训练队成立，隶属中国人民解放军北京军区后勤部。最早一批军犬是原内蒙古军区军犬班的20条军犬。1990年，总参谋长迟浩田前来视察并题词：“当人民卫士，充顽敌克星。”随后，迟浩田率中国军事代表团出访泰国，中泰双方在军犬专业技术交流上达成共识。不久，于斌（该训练队领导，后来任北京军犬繁育训练基地主任）随总参谋部军犬工作小组乘专机两次赴泰国，接回数十条种犬，填补了中国人民解放军优质进口种犬的空白。1990年底，北京军区后勤部军犬训练队升格为中国人民解放军北京军区军犬训练队。
1995年9月，经中国人民解放军总参谋部批准，成立中国人民解放军北京军犬繁育训练基地，仍隶北京军区。1995年12月成立，并从昌平迁到延庆。2002年军委总部赋予该基地五项新任务。到2016年转隶陆军前夕，该基地主要任务有四项：（1）为全军培训中高级层次军犬专业士官和军犬专业技术骨干；（2）为全军引进、繁育优良种犬；（3）开展军犬疾病防控和饲料装具科研工作并指导全军；（4）为总参谋部、总装备部和北京战区部队训练、补充各类工作用犬。该基地是全军唯一集军犬教学、繁育、科研、遂行多样化军事任务于一体的综合性基地。该基地位于北京市延庆县八达岭长城风景区内，占地面积近3万平方米。
1998年10月，基地党委带头在全军发起“全军军犬专业训练大比武”，在历时一周的比武中，基地参赛队夺得团体冠军、1项全能冠军、5项个人单项冠军，一举奠定了在全军13个军犬队中的龙头地位。1997年9月，基地和中国刑警学院联合举办军犬专业培训班。2002年首期军犬专业士官培训中专班开课。2004年8月基地开通军犬专业自动化信息管理局域网。
基地成立后，开展了“爱基地、爱岗位、爱军犬”的三爱特色教育，形成了“忠诚、使命、荣誉、奉献”的军犬精神。基地先后执行北京奥运会残奥会、首都60周年国庆大会、北京APEC峰会、习近平等党和国家领导人视察战区部队、纪念抗战胜利70周年阅兵的场地安检任务。同军地保卫及公安部门协同执行刑事侦查及现场搜索任务百余次。为国家地震局培训第一批地震救援犬及训导员，受训的多条工作犬先后参与2010年海地地震、印度洋海啸、汶川大地震等自然灾害的救援。2008年，基地被中共中央、国务院表彰为“北京奥运会、残奥会先进集体”。截至2016年，基地已为全军培养各类军犬专业人员3000多人，配发种犬1000多条，军事工作用犬2000多条。
2001年时，基地机关设有司令部、政治部、后勤部，有训练队和教导队，还有四个研究室：军犬疾病防治研究室，军犬饲料、装具研究室，军犬训练研究室，军犬繁育研究室。
2010年，北京军犬繁育训练基地从德国、英国、荷兰等国引进近百只优质种犬，该基地的军犬队伍实现第五次换代。
2014年，军委总部在云南昆明召开全军军犬业务工作会议，提出“建设规范化、训练实战化、管理精细化、保障体系化”的目标。军犬在应对毒品犯罪、暴力恐怖、地震海啸等非传统安全威胁，以及在执行敌后侦查、战场搜救、战场接力传输等任务中都将进一步发挥作用。
2016年，在深化国防和军队改革中，该训练基地转隶中国人民解放军陆军。随后更名中国人民解放军陆军军犬繁育训练基地。
2016年，“国际军事比赛-2016”在俄罗斯德米特罗夫举行的“忠诚朋友”竞赛中，由陆军军犬繁育训练基地为主组建的中国参赛队，在同俄罗斯、白俄罗斯、哈萨克斯坦参赛队的竞争中夺得军犬两项个人赛、300米障碍、防卫勤务、军犬两项接力赛4个课目的第一名，获得该项冠军。

## 历任领导
中国人民解放军北京军犬繁育训练基地
| 主任 - 于斌 大校（1995年—2006年） - 崔金柱 大校（2006年—？） - 马社学 大校（？—？） | 政治委员 - 马泽龙 大校（？—？） - 李儒芳 大校（？—2009年） - 王瀚 大校（2009年—？） - 宋剑飞 大校（？—2016年） |

中国人民解放军陆军军犬繁育训练基地
| 主任 - 陈长林 大校（2016年—） | 政治委员 - 宋剑飞 大校（2016年—） |

## 附：中国人民解放军其他军犬训练机构
截至2016年改革前，中国人民解放军已形成以1个军犬基地为龙头单位、12个军犬训练队配合的局面，军犬共计1万余条。1个军犬基地即北京军犬繁育训练基地，12个军犬训练队分别是：
- 中国人民解放军沈阳军区联勤部军犬训练队，位于辽宁沈阳；
- 中国人民解放军黑龙江省军区军犬训练队，位于黑龙江哈尔滨；
- 中国人民解放军兰州军区联勤部军犬训练队，位于甘肃榆中；
- 中国人民解放军新疆军区军犬训练队，位于新疆乌鲁木齐；
- 中国人民解放军济南军区联勤部军犬训练队，位于山东济南；
- 中国人民解放军南京军区军犬训练队，位于江苏南京；
- 中国人民解放军广州军区军犬训练队，位于广西南宁；
- 中国人民解放军成都军区军犬训练队，位于云南昆明；
- 中国人民解放军总后勤部军犬训练队，位于湖北武汉；
- 中国人民解放军海军军犬训练队，位于北京；
- 中国人民解放军空军军犬训练队，位于辽宁丹东；
- 中国人民解放军第二炮兵部队军犬训练队，位于河南灵宝[20]。